# Roslagen Bulldogs
Roslagen Bulldogs var en svensk sportklubb för amerikansk fotboll från Åkersberga, aktiv 1988-2013.

## Historia
Föreningen bildades i Åkersberga 1988 som Berga Bulldogs.
1997 slogs Berga Bulldogs ihop med Norrtälje Gunners och tog namnet Roslagens AFF Bulldogs.
2002-2003 hade Bulldogs ett farmaravtal med Superserieklubben Solna Chiefs. Genom åren hade Bulldogs också farmaravtal med Stockholm Mean Machines (2006-2009), Djurgården (2010) och STU Northside Bulls (2011).
2005 slutade Bulldogs tvåa i Division 2 Östra och fick kvala till Division 1. 2007 kom den andra seriesegern. Bulldogs van Division 2 Östra. I kvalet till Division 1 blev det storförlust. 2011 spelade Bulldogs seniorlag sin sista säsong i seriespel och slutar trea i Division 1 Östra. Laget hade juniorlag i seriespel även efterföljande säsong, men föreningen avvecklades på årsmötet i mars 2013.